# Карразеда-де-Ансіайнш
Карразе́да-де-Ансіа́йнш (порт. Carrazeda de Ansiães; МФА: [ka.ʁɐ.ˈze.dɐ dɨ ɐ̃.si.ˈɐ̃jʃ], Каразе́да-ди-Ансіа́йнш) — муніципалітет і містечко в Португалії, в окрузі Браганса. Розташований у північно-східній частині країни, на теренах історичної португальської провінції Трансмонтана. Належить до Брагансько-Мірандської діоцезії Католицької церкви в Португалії. Права міського самоврядування має з 1075 року. Поділяється на 14 парафій. За адміністративним поділом, чинним до 1976 року, був складовою провінції Трансмонтана і Верхнє Дору. Площа муніципалітету — 279,24 км², населення муніципалітету — 6373 ос. (2011); густота населення — 22,82 осіб/км²
. Патрон — Діва Марія. Святковий день муніципалітету — 31 серпня. Поштовий індекс — 5140.  Код місцевої адміністративної одиниці — 0403. Складова статистичного регіону Північ.

## Назва
- Карразеда-де-Ансіайнш (порт. Carrazeda de Ansiães, стара орфографія: порт. Carrazeda d'Anciães).

## Географія
Карразеда-де-Ансіайнш розташована на північному сході Португалії, на південному заході округу Браганса.
Містечко розташоване за 77 км на південний захід від міста Браганса.
Карразеда-де-Ансіайнш межує на півночі з муніципалітетами Мурса і Мірандела, на північному сході — з муніципалітетом Віла-Флор, на сході — з муніципалітетом Торре-де-Монкорву, на півдні — з муніципалітетом Віла-Нова-де-Фош-Коа, на південному заході — з муніципалітетом Сан-Жуан-да-Пешкейра, на заході — з муніципалітетом Аліжо.

## Історія
1075 року леонський король Альфонсо VI надав Карразеді форал (фуеро), яким визнав за поселенням статус містечка та муніципальні самоврядні права.

## Населення
| Кількість мешканців | Кількість мешканців | Кількість мешканців | Кількість мешканців | Кількість мешканців | Кількість мешканців | Кількість мешканців | Кількість мешканців | Кількість мешканців | Кількість мешканців | Кількість мешканців | Кількість мешканців | Кількість мешканців | Кількість мешканців | Кількість мешканців |
| ------------------- | ------------------- | ------------------- | ------------------- | ------------------- | ------------------- | ------------------- | ------------------- | ------------------- | ------------------- | ------------------- | ------------------- | ------------------- | ------------------- | ------------------- |
| 1864                | 1878                | 1890                | 1900                | 1911                | 1920                | 1930                | 1940                | 1950                | 1960                | 1970                | 1981                | 1991                | 2001                | 2011                |
| 11 195              | 11 742              | 12 935              | 13 605              | 13 667              | 12 082              | 13 559              | 14 704              | 15 828              | 14 340              | 10 615              | 11 420              | 9 235               | 7 642               | 6 373               |

## Парафії
- Амеду
- Бейра-Гранде
- Белвер
- Віларіню-да-Каштаньєйра
- Зедеш
- Карразеда-де-Ансіайнш
- Каштаньєйру
- Лавандейра
- Ліняреш
- Марзаган
- Могу-де-Малта
- Парамбуш
- Перейруш
- Пінял-ду-Норте
- Помбал
- Рібалонга
- Сейшу-де-Ансіайнш
- Селореш
- Фонте-Лонга